# Championnat du Portugal masculin de volley-ball

## Palmarès
| - 1947 : Instituto Superior Técnico - 1948 : Instituto Superior Técnico - 1949 : Instituto Superior Técnico - 1950 : Instituto Superior Técnico - 1951 : Instituto Superior Técnico - 1952 : Instituto Superior Técnico - 1953 : Instituto Superior Técnico - 1954 : Sporting CP - 1955 : Instituto Superior Técnico - 1956 : Sporting CP - 1957 : SC Espinho - 1958 : Instituto Superior Técnico - 1959 : SC Espinho - 1960 : Instituto Superior Técnico - 1961 : SC Espinho - 1962 : Lisbonne GC - 1963 : SC Espinho - 1964 : Leixões SC - 1965 : SC Espinho - 1966 : Instituto Superior Técnico - 1967 : Instituto Superior Técnico | - 1968 : Instituto Superior Técnico - 1969 : FC Porto - 1970 : FC Porto - 1971 : FC Porto - 1972 : Leixões SC - 1973 : FC Porto - 1974 : Leixões SC - 1975 : FC Porto - 1976 : Leixões SC - 1977 : FC Porto - 1978 : FC Porto - 1979 : Leixões SC - 1980 : Leixões SC - 1981 : Benfica Lisbonne - 1982 : Leixões SC - 1983 : Esmoriz GC - 1984 : Esmoriz GC - 1985 : SC Espinho - 1986 : FC Porto - 1987 : SC Espinho - 1988 : FC Porto | - 1989 : Leixões SC - 1990 : AA Espinho - 1991 : Benfica Lisbonne - 1992 : Sporting CP - 1993 : Sporting CP - 1994 : Sporting CP - 1995 : SC Espinho - 1996 : SC Espinho - 1997 : SC Espinho - 1998 : SC Espinho - 1999 : SC Espinho - 2000 : SC Espinho - 2001 : Castelo da Maia GC - 2002 : Castelo da Maia GC - 2003 : Castelo da Maia GC - 2004 : Castelo da Maia GC - 2005 : Benfica Lisbonne - 2006 : SC Espinho - 2007 : SC Espinho - 2008 : Vitória Guimarães - 2009 : SC Espinho | - 2010 : SC Espinho - 2011 : AJ Fonte do Bastardo - 2012 : SC Espinho - 2013 : Benfica Lisbonne - 2014 : Benfica Lisbonne - 2015 : Benfica Lisbonne - 2016 : AJ Fonte do Bastardo - 2017 : Benfica Lisbonne - 2018 : Sporting CP - 2019 : Benfica Lisbonne - 2020 : Titre non-décerné - 2021 : Benfica Lisbonne - 2022 : Benfica Lisbonne - 2023 : Benfica Lisbonne |

### Palmarès par club
| Rang | Clubs                      | Titres (éditions)                                                                                             | Finales perdues (éditions) |
| ---- | -------------------------- | --- | -------------------------- |
| 1    | SC Espinho                 | 18 1957, 1959, 1961, 1963, 1965, 1985, 1987, 1995, 1996, 1997, 1998, 1999, 2000, 2006, 2007, 2009, 2010, 2012 |                            |
| 2    | Instituto Superior Técnico | 13 1947, 1948, 1949, 1950, 1951, 1952, 1953, 1955, 1958, 1960, 1966, 1967, 1968                               |                            |
| 3    | Benfica Lisbonne           | 11 1981, 1991, 2005, 2013, 2014, 2015, 2017, 2019, 2021, 2022, 2023                                           |                            |
| 4    | FC Porto                   | 9 1969, 1970, 1971, 1973, 1975, 1977, 1978, 1986, 1988                                                        |                            |
| 5    | Leixões SC                 | 8 1964, 1972, 1974, 1976, 1979, 1980, 1982, 1989                                                              |                            |
| 6    | Sporting CP                | 6 1954, 1956, 1992, 1993, 1994, 2018                                                                          |                            |
| 7    | Castelo da Maia GC         | 4 2001, 2002, 2003, 2004                                                                                      |                            |
| 8    | Esmoriz GC                 | 2 1983, 1984                                                                                                  |                            |
| -    | AJ Fonte do Bastardo       | 2 2011, 2016                                                                                                  |                            |
| 10   | Vitória Guimarães          | 1 2008 |                            |
| -    | Académica de Espinho       | 1 1990 |                            |
| 12   | Lisbonne GC                | 1 1962 |                            |